# Prison Break: The Final Break
Prison Break: The Final Break is een Amerikaanse direct-naar-dvd-film uit 2009 die volgt op de laatste reguliere aflevering uit seizoen vier van de televisieserie Prison Break. Het verhaal overbrugt de periode tussen het einde van het verhaal van de serie en de flashforward die aan het einde van de laatste aflevering (seizoen 4, aflevering 22) te zien is. De film werd als aparte dvd uitgebracht en heeft de duur van twee reguliere afleveringen (88 minuten). Daarom worden deze ook wel aflevering 23 en 24 van seizoen 4 genoemd. De film ging op 24 mei 2009 in première op de Israëlische televisie.

## Verhaal
Sara Tancredi wordt gearresteerd tijdens haar huwelijksfeest met Michael en wordt de moord op Cristina Rose Scofield ten laste gelegd. Ze wordt gevangengezet in de vrouwenafdeling van de Miami-Dade-gevangenis. Ook Jonathan Krantz en Theodore "T-Bag" Bagwell zitten in deze gevangenis en Krantz wil haar laten vermoorden. Sara krijgt in de gevangenis ook te maken met Gretchen Morgan en zoekt bescherming bij Daddy. Michael Scofield zoekt een manier om Sara uit de Miami-Dade gevangenis te laten ontsnappen en heeft daarbij de hulp van oude bekenden nodig.

## Rolverdeling
- Dominic Purcell als Lincoln Burrows
- Wentworth Miller als Michael Scofield
- Amaury Nolasco als Fernando Sucre
- Robert Knepper als Theodore "T-Bag" Bagwell
- Jodi Lyn O'Keefe als Gretchen Morgan
- Sarah Wayne Callies als Sara Tancredi
- William Fichtner als Alexander Mahone

## Gastrollen
- Leon Russom als General Jonathan Krantz
- Chris Bruno als FBI-agent Wheatley
- Barbara Eve Harris als FBI-agent Felicia Lang
- Kim Coates als Richard Sullins
- Lori Petty als 'Daddy'
- Aisha Hinds als bewaker Cowler
- Amy Aquino als bewaakster Alice Simms
- Richmond Arquette als aanklager Joe Daniels
- Damien Leake als Detective Marlin
- Alicia Lagano als Agatha Warren
- Rainbow Borden als Seags
- Livia Trivino als Hucks